# Vlag van Bonaire
De vlag van Bonaire bestaat uit de kleuren geel, zwart, rood, wit en blauw.
Sinds 15 december 1981 is de vlag van Bonaire in gebruik. De eilandsverordening tot het vaststellen van de vlag van Bonaire is opgesteld op 11 december 1981. De Amerikaanse vlaggendeskundige Whitney Smith heeft de richtlijnen aangegeven tijdens het ontwerp van de Bonairiaanse vlag. Voor het ontwerp ervan werd een prijsvraag uitgeschreven onder de bevolking. Doordat er geen overtuigend winnend ontwerp bij de inzendingen zat, is de vlag een compilatie van verschillende inzendingen geworden en werd gecreëerd door de toenmalige voorzitter van de vlaggencommissie de heer Frans Booi.

## Ontwerp
De vlag heeft drie banen in geel, wit en blauw die van linksonder naar rechtsboven lopen. Het is een grotendeels donkerblauwe vlag met een gele linkerbovenhoek en een witte diagonale streep met daarin een zwarte kompasring en een rode zespuntige ster. De grootte en plaatsing van de kleuren en symbolen zijn vastgelegd volgens wiskundige verhoudingen.

## Symboliek
De diagonale lijn is het symbool van de stijgende lijn in de groei en ontwikkeling van Bonaire. De gele baan verwijst naar de zon en naar de gele bloemen van de oorspronkelijke vegetatie van Bonaire, in het bijzonder de kibrahacha die één keer per jaar bloeit. De witte baan staat voor vrede, vrijheid en zuiverheid. De blauwe baan verwijst naar de hemel en naar de zee, die Bonaire met de wereld verbindt en een belangrijke rol speelt in de economie.
De rode ster staat voor het bloed dat de Bonairianen hebben vergoten om zich te bevrijden van vijanden en symboliseert overlevingskracht. De punten van de ster verwijzen naar de zes traditionele woonkernen op het eiland: Rincon, Nort di Saliña, Antriol, Nikiboko, Tera Kora en Playa.
De zwarte kompasring verwijst naar de roem van de Bonairianen als goede zeelui en vissers en staat voor koersvastheid en economische, vriendschappelijke en culturele relaties in alle windstreken.